# Walter Staudinger (Unternehmer)
Walter Staudinger (* 16. Februar 1942 in München) ist ein deutscher Unternehmer im Rotlicht- und Spielhallenmilieu. Unter anderem eröffnete er in München 1976 die erste Peepshow in Europa sowie später die damals größte Spielhalle Europas. Als sogenannte Rotlicht-Größe trägt er den Beinamen „Der Pate von München“. Der Schriftsteller Wolf Wondratschek widmete ihm 1991 seinen Tatsachenroman Einer von der Straße, in dem ihm Staudingers Biografie als Vorlage für die Heldenrolle des Gustav „Johnny“ Michael Berger diente.

## Leben und Wirken
Staudinger wurde während des Zweiten Weltkriegs als Sohn eines Kunstmalers in München geboren. Nach Kriegsende trennten sich die Eltern, seine Mutter liierte sich mit dem damaligen Gefängnisdirektor der Justizvollzugsanstalt München-Stadelheim. Während der Schulzeit entwickelte Staudinger erste kriminelle Energien, sein Verhalten in der Schule gestaltete sich eher schwierig, er landete im Erziehungsheim. In der Großstadt der Nachkriegszeit wurde er Anhänger der Rock-’n’-Roll-Kultur und verkehrte regelmäßig in einer GI-Bar namens „Tabarin“ im Stadtteil Lehel. Er entwickelte sich rasch zum Kopf einer schlagkräftigen Halbstarkenbande, die auch als „Tabarin-Bande“ bekannt war. Verschiedene Straftatdelikte führten zur Anklage. Als Hauptbeschuldigter wurde der damals 16-Jährige zu einer vierjährigen Gefängnisstrafe verurteilt.

### Hamburger Jahre
Nach der Entlassung im Jahr 1962 verließ Staudinger bald seine Heimatstadt und setzte sich Richtung Reeperbahn nach Hamburg ab. Im Star-Club nahm er eine Stelle als Aushilfskellner an und erlebte dort den Auftritt der Beatles. Von nun an prägten Musik, Frauen, Alkohol, Glücksspiel und Schlägereien sein Leben. Im ersten deutschen Eros-Center in Hamburg-St. Pauli mietete er 1964 eine Etage mit 23 Zimmern an, wo Prostituierte ihrem Gewerbe nachgehen konnten. In einem Stern-Interview gab er 1992 an, dass er sich nie als Zuhälter sah, er habe sein „Geld immer selbst verdient“.

### Münchener Jahre
Anlässlich der bevorstehenden Olympischen Sommerspiele 1972 witterte Staudinger das große Amüsiergeschäft in seiner Heimatstadt und kehrte 1971 nach München zurück. Er eröffnete das Bordell „Rotes Palais“ und übernahm zusammen mit dem Münchener Playboy James Graser das Striplokal „Moulin Rouge“ in der Herzogspitalstraße, das im März 1959 schon Elvis Presley mit Vera Matson besucht hatte. Um den Pächterwechsel im Striplokal hervorzuheben, engagierte Staudinger für eine Woche Anita Ekberg. Nahezu zeitgleich investierte er mit dem Frankfurter Bauunternehmer und Bordellkönig Willi Schütz (1920–2001) in das Eros-Center „Leier-Kasten“ in der Zweigstraße in unmittelbarer Nähe zum Hauptbahnhof.
Ein bundesweites Medienecho rief 1972 der sogenannte „Dirnen-Krieg“ um den Leier-Kasten hervor. Da der Freistaat Bayern wie auch die Stadt befürchteten, dass mit der Ansiedelung der Rotlicht-Etablissements die Kriminalitätsrate in der Innenstadt ansteigen würde, wurden in Hinblick auf die bevorstehenden Olympischen Spiele der Leier-Kasten und ein paar weitere Lokale am Abend des 10. April 1972 von der Polizei besetzt, nachdem zwei Tage zuvor die Innenstadt zum erweiterten Sperrbezirk erklärt worden war. Den Prostituierten wurde untersagt, nachts in diesen Lokalen ihrem Gewerbe nachzugehen. In Folge begehrten die Prostituierten des Hauses auf und erhielten spontan Unterstützung hunderter Bürger. Kurze Zeit später stürmten die Freier das Bordell, die Polizei zog ab. Bereits am Freitag der gleichen Woche schloss man einen außergerichtlichen Kompromiss.
Zunehmend baute Staudinger in Folge seine Beziehungen zur städtischen Politik und zum Kreisverwaltungsreferat aus und bekam zunehmend mehr Einfluss, nicht zuletzt aufgrund der Tatsache, dass er bekanntere Politiker, Direktoren, Rechtsanwälte usw. von ihren Bordellbesuchen her kannte. So konnte er sein Bordell-Imperium weiter ausbauen. Ein Klinik-Chef wollte ihn als Schläger anheuern und Arndt von Bohlen und Halbach kaufte sich bei ihm Sicherheit. Dennoch legte er Wert darauf, als graue Eminenz im Hintergrund zu bleiben. Die Polizei konnte ihm keine Strafdelikte nachweisen. Auch im Rahmen der Ermittlungen zur Entführung des Unternehmersohns Richard Oetker im Dezember 1976 ließ ihn die Polizei zum Stimmenvergleich den telefonischen Erpressertext ergebnislos nachsprechen.

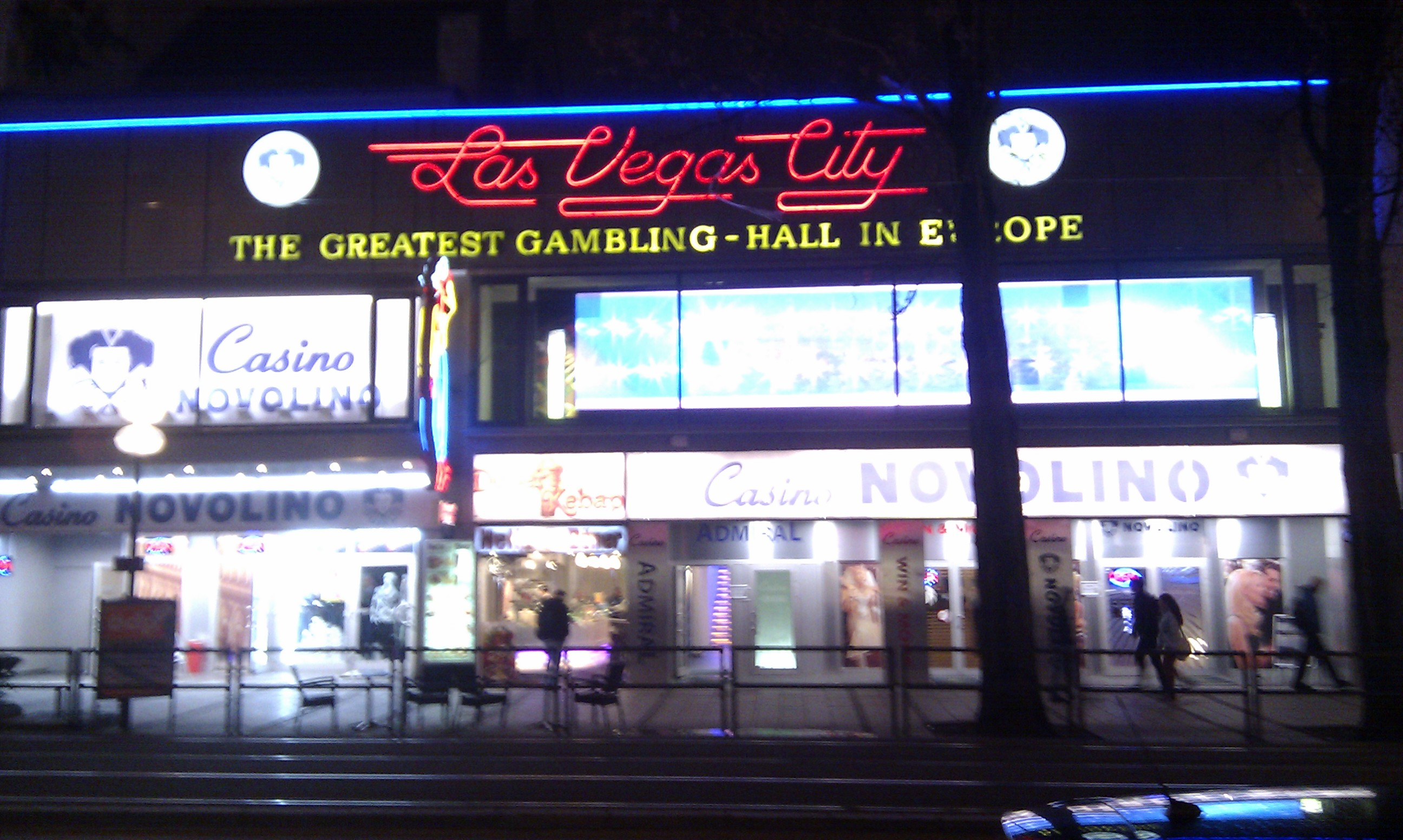
Das „Las Vegas City“ in der Bayerstraße, München.

Kurz zuvor eröffnete Staudinger 1976 in der Bayerstraße beim Münchener Hauptbahnhof die erste „Peep-Show“ Europas (Henry’s Show Center). Das Know-how und Material für die 32 Kabinen holte er sich in New York. Erzählungen nach erzielte er beim Kreisverwaltungsreferat die Genehmigung unter dem Vorwand, eine Bühne für Aktmodelle mit Kabinen für mittellose Maler errichten zu wollen. Sein leiblicher Vater hätte ihn darauf gebracht, der regelmäßig Landschaftsmotive malte, da diese im Gegensatz zu Aktmodellen gratis waren. In den späten 1970er Jahren eröffnete Staudinger zusammen mit Charly Meyer am Maximiliansplatz 5 dann auch die legendäre Nobeldiskothek „Charly M“, in der 1980 die Bambi-Verleihung für 1979 stattfand. In der Bayerstraße neben der Peep-Show eröffnete Staudinger Anfang der 1980er Jahre das „Las Vegas City“, damals die größte Spielhalle in Europa. Den Plan, am Schliersee einen Freizeitpark zu errichten, verwarf Staudinger aufgrund der langjährigen Bauzeit, und erwarb stattdessen am Ammersee einen Bauernhof, ein Haus in St. Tropez und mehrere Luxusfahrzeuge.

### Auswanderung in die Vereinigten Staaten
Ende der 1980er Jahre verließ Staudinger als Multimillionär seine Heimat in Richtung Beverly Hills, Kalifornien. Er nahm später die US-Staatsbürgerschaft an. Laut der Website seines ehemaligen Milieukollegen und Schriftstellers Joannis „Janny“ Gakomiros, der ihn auch im zweiten Band seines Buches Leben und sonst Nichts. Mitten im Milieu: Auf der anderen Seite der Straße mehrfach erwähnt, lebt Staudinger heute u. a. in Miami. Ein Spiegel-Bericht aus dem Jahr 2002 deutet ebenfalls auf Miami hin. Aus dem Geschäft hat er sich offensichtlich zurückgezogen. In den Vereinigten Staaten lernte er seine 2. Frau Sarah Malouf kennen. Mit ihr hat er eine Tochter Sarah, deren Taufpatenschaft die Sängerin Cher übernahm, sowie einen Sohn Brandon James (BJ)
Die Münchener Geschäfte übergab er an seinen Sohn Walter Staudinger jun., der in der Funktion des Geschäftsführers die Spielothek noch weiter führte. Die Konzession übertrug er der Beate Uhse Einzelhandels GmbH, die vor Ort einen Sexshop betrieb. 2010 geriet der Betrieb wegen des Tods einer tschechischen Prostituierten beim illegalen Verkehr in einer der Videokabinen und wegen des Verdachts des illegalen Drogenhandels in die Schlagzeilen.

### Boxen
Staudinger eröffnete in seiner Münchener Zeit die Boxschule „Bavaria“ und promotete mehrere Kämpfe.
Der Boxer Norbert Grupe lebte bis zu seinem Tod 2004 auf Staudingers Ranch in Mexiko. In Gerd Kroskes Filmdokumentation über Grupes Lebensgeschichte Der Boxprinz 2000 spielt Staudinger sich selbst.